# JetLite
Emotionally Yours
Jet Konnekt (anc. Air Sahara) (code IATA : S2 ; code OACI : SHD) est une compagnie aérienne indienne.
Elle faisait partie du groupe Sahara India Pariwar, fondé en 1978 à Gorakhpur, société participative sans malik (roi en arabe).
Air Sahara a commencé ses opérations le 3 décembre 1993 dès que le gouvernement indien a autorisé l'ouverture du secteur. Au début, elle ne possédait que 2 Boeing 737-200. Désormais, sa flotte comprend : des Boeing 737-700 et 737-800, des Classiques 737-400 ainsi qu'une flotte de 7 Bombardier CRJ Canadair Regional Jet.
Air Sahara dessert de nombreuses destinations en Inde, ce qui inclut des villes importantes telles Delhi, Bangalore, Bombay, Calcutta, Lucknow, Hyderabad, Pune, Madras et d'autres encore.
Cette compagnie a été rachetée le 19 janvier 2006 par Jet Airways la principale compagnie privée indienne, pour 500 millions de dollars.
Depuis 2012, elle opèrait sous le nom JetKonnect. Le 17 avril, sa société mère Jet Airways criblé de dettes annonce l'arrêt totale des vols dont ceux opéré par JetKonnekt.